# Päon (Verslehre)
Der Päon (auch Päan, Paion; griechisch παιών paiṓn, παιάν, paián, lateinisch paeon, paean) ist in der antiken Verslehre ein aus einem langen und drei kurzen Verselementen bestehender Versfuß. Mögliche Anordnungen im Schema sind entsprechend der Position der langen Silbe:
1. —◡◡◡ (erster Päon)
2. ◡—◡◡ (zweiter Päon)
3. ◡◡—◡ (dritter Päon)
4. ◡◡◡— (vierter Päon)

Der Name leitet sich wie der des hymnischen Liedes Paian von einem Beinamen des Gottes Apollon her, den zu ehren der Gesang diente.

Der Päon wurde in der hellenistisch-römischen Periode speziell für die Prosa empfohlen. Dagegen waren poetische Versmaße, wie Daktylus und Jambus, zu vermeiden. Prosaische Texte sollten nach der damaligen Rhetorik-Theorie nämlich rhythmisch aber nicht streng metrisch aufgebaut sein. Das geht auf Aristoteles zurück, der formulierte: 

„Die anderen Rhythmen nun muß man […] wegen ihres metrischen Charakters beiseite lassen. Den Päan dagegen muß man anwenden; denn von all den genannten Rhythmen entsteht aus ihm allein kein Metrum. Folglich bleibt er am ehesten unentdeckt.“

In den Nachbildungen antiker Form durch deutsche Dichter erscheint der Päon nur selten. Klopstock verwendete die dritte Form in seinem Gedicht „Der Kamin“. In den vier Anfangsversen erscheint der Fuß im ersten und dritten Vers je zweimal (◡◡—◡ | ◡◡—◡):
Wenn der Mo̱rgen in dem Ma̱y mit der Blü̱then

Eṟstem Geru̱ch erwa̱cht;

So begrü̱sset ihn entzü̱ckt vom betha̱uten

Zwe̱ige des Wa̱ldes Li̱ed […]
In der Popkultur folgt z. B. der ABBA-Song „Take A Chance On Me“ über weite Strecken dem Päon 4.